# Diocesi di Xingu-Altamira
La diocesi di Xingu-Altamira (in latino: Dioecesis Xinguensis-Altamirensis) è una sede della Chiesa cattolica in Brasile suffraganea dell'arcidiocesi di Santarém. Nel 2022 contava 272.204 battezzati su 378.616 abitanti. È retta dal vescovo João Muniz Alves, O.F.M.

## Territorio
La diocesi comprende 10 comuni dello stato brasiliano di Pará: Altamira, Vitória do Xingu, Senador José Porfírio, Porto de Moz, Gurupá, Anapu, Brasil Novo, Medicilândia, Uruará e Placas.
Sede vescovile è la città di Altamira, dove si trova la cattedrale del Sacro Cuore di Gesù.
Il territorio si estende su 247.541 km² ed è suddiviso in 12 parrocchie.

## Storia
La diocesi è stata eretta il 6 novembre 2019 con la bolla Tamquam fidei nomen di papa Francesco, ricavandone il territorio dalla prelatura territoriale di Xingu contestualmente soppressa.
Il primo vescovo, la sede della diocesi e la cattedrale sono le medesime della precedente prelatura territoriale, da cui ha avuto origine.

## Cronotassi dei vescovi
Si omettono i periodi di sede vacante non superiori ai 2 anni o non storicamente accertati.
- João Muniz Alves, O.F.M., dal 6 novembre 2019

## Statistiche
La diocesi nel 2022 su una popolazione di 378.616 persone contava 272.204 battezzati, corrispondenti al 71,9% del totale.
| anno | popolazione | popolazione | popolazione | presbiteri | presbiteri | presbiteri | presbiteri                | diaconi | religiosi | religiosi | parrocchie |
| anno | battezzati  | totale      | %           | numero     | secolari   | regolari   | battezzati per presbitero | diaconi | uomini    | donne     | parrocchie |
| ---- | ----------- | ----------- | ----------- | ---------- | ---------- | ---------- | ------------------------- | ------- | --------- | --------- | ---------- |
| 2019 | 250.000     | 361.981     | 69,1        | 24         | 15         | 9          | 10.417                    |         | 7         | 37        | 10         |
| 2020 | 249.589     | 372.071     | 67,1        | 25         | 17         | 8          | 9.984                     |         | 13        | 37        | 12         |
| 2022 | 272.204     | 378.616     | 71,9        | 23         | 17         | 6          | 11.834                    |         | 12        | 33        | 12         |